# Piëdro Schweertman
Piëdro Schweertman, né le 5 septembre 1983 à Flessingue, est un joueur de squash représentant les Pays-Bas. Il atteint, en août 2015, la 63e place mondiale sur le circuit international, son meilleur classement. Il est champion des Pays-Bas à huit reprises consécutives entre 2017 et 2024.

## Palmarès

### Titres
- Championnats des Pays-Bas : 8 titres (2017-2024)